# 李续 (东平王)
李续（7世纪—689年），陇西郡成纪县（今甘肃省秦安县）人。唐朝宗室，唐太宗李世民孙，纪王李慎长子。
李续师从濮州鄄城大儒王元感。封东平郡王，垂拱年间，担任和州刺史，曾经杖责作奸犯科的来俊臣。永昌元年（689年），担任徐州刺史，因为武则天大杀唐朝宗室，他和父亲李慎一起被杀。赠银青光禄大夫，宗正少卿。儿子李行淹，官至朝散大夫、太子右赞善大夫、徐国公，李行淹子李赫、兖州录事参军李毅，堂侄吏部常选李兟。